# Epidendrum vandifolium
Epidendrum vandifolium är en orkidéart som beskrevs av John Lindley. Epidendrum vandifolium ingår i släktet Epidendrum och familjen orkidéer. Inga underarter finns listade i Catalogue of Life.